# Terremoto dell'Irpinia del 1853
Il terremoto dell'Irpinia del 1853 è stato un evento sismico di magnitudo 5.6 che colpì l'Irpinia nel corso della giornata del 9 aprile, intorno alle ore 12:45, con epicentro presso le sorgenti del Sele, poco a sud dell'alto corso dell'Ofanto, sull'Appennino campano. A quell'epoca i territori colpiti dal sisma erano suddivisi tra le due province del Principato Citra e del Principato Ultra, nell'ambito del Regno delle Due Sicilie, mentre in epoca contemporanea appartengono in gran parte alla provincia di Avellino nonché al distretto sismico dell'Irpinia.
In virtù della magnitudo non particolarmente elevata il bilancio complessivo delle vittime fu relativamente contenuto (i morti furono circa una dozzina) mentre assai elevato fu il numero dei senzatetto, tanto che fu necessario costruire intere baraccopoli in legno mentre le numerose case pericolanti furono, a seconda dei casi, restaurate o demolite. I danni più rilevanti si ebbero a Caposele, Calabritto, Senerchia e Quaglietta, nel Principato Citra, nonché a Lioni e Teora, nel Principato Ultra. Tuttavia effetti più isolati si ebbero anche a diverse decine di chilometri di distanza dall'area epicentrale: così a Fragneto Monforte vi furono diversi sfollati, ad Avellino fu danneggiato il convento dei Frati Minori riformati, a Campagna fu seriamente lesionato il campanile della cattedrale mentre a Felitto furono danneggiate alcune chiese. Alla scossa principale ne seguirono altre che contribuirono ad aggravare i danni nelle settimane successive. Il re Ferdinando II delle Due Sicilie concesse laute elargizioni alle popolazioni terremotate.